# Jung Chae-yeon
Đây là một tên người Triều Tiên, họ là Jung.
Jung Chae-yeon (tiếng Hàn: 정채연; Hanja: 鄭彩娟, Hán Việt: Trịnh Thái Quyên, sinh ngày 1 tháng 12 năm 1997) là ca sĩ, diễn viên người Hàn Quốc, thành viên của nhóm nhạc nữ DIA thuộc MBK Entertainment và là cựu thành viên của nhóm nhạc dự án Produce 101 mang tên I.O.I.

## Tiểu sử
Chae-yeon sinh ngày 1 tháng 12 năm 1997 tại Hàn Quốc. Là con út trong gia đình có 2 chị em, chị gái Jung Siyeon sinh năm 1995. Chaeyeon theo học Trường trung cấp nghệ thuật biểu diễn Seoul (SOPA). Ngày 4 tháng 2 năm 2016, Chaeyeon đã tốt nghiệp SOPA.

## Sự nghiệp

### Trước khi ra mắt
Chaeyeon từng xuất hiện trong MV "I'm Good" của Elsie (Eunjung của T-ara) và K.Will.

### 2015: Ra mắt vớiDIA
Năm 2015, Chaeyeon ra mắt với tư cách là thành viên nhóm nhạc nữ DIA dưới sự quản lý của MBK Entertainment. Chaeyeon ra mắt với vai trò là hát phụ, maknae (em út) và là gương mặt đại diện cho nhóm.

### Tham gia Produce 101

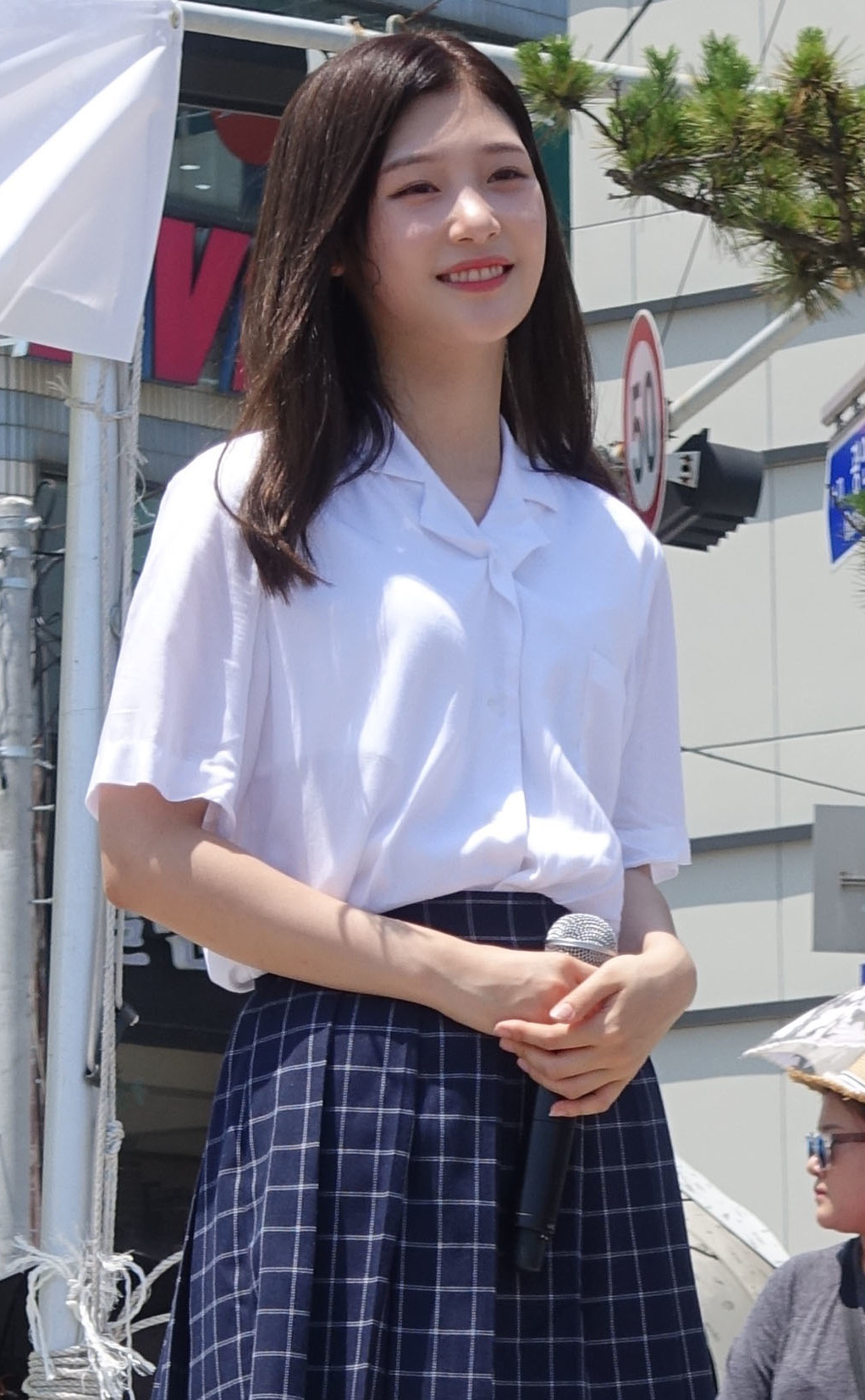
Chaeyeon cùng DIA vào ngày 9 tháng 7 năm 2016

Vào tháng 12 năm 2015, Chaeyeon cùng với thành viên trong nhóm Cathy (nay là Heehyun) tạm thời rời DIA để tham gia show truyền hình sống còn - Produce 101 của Mnet với 101 thực tập sinh đến từ những công ty giải trí khác nhau. Các thực tập sinh tham gia chương trình sẽ hoàn toàn được chọn ra bằng lượt bình chọn của khán giả trên toàn thế giới để cuối cùng lập thành I.O.I (nhóm nhạc nữ dự án 11 thành viên hoạt động trong vòng 1 năm). Đó là lý do mọi người gọi họ là nhóm nhạc quốc dân, tức là nhóm này hoàn toàn được tạo ra bằng các nhà sản xuất quốc dân và được chọn ra nhờ sự bình chọn của mọi người.
Trước khi tham gia chương trình Chaeyeon từng là thành viên của DIA nên có lượng fan nên luôn nằm trọng top 11 từ những tập đầu tiên.
Sau khi tập 1 của chương trình kết thúc Chaeyeon được xếp vào lớp C, với lớp A là cao nhất còn lớp F là kém nhất.
Vòng đánh giá kế tiếp Chaeyeon cùng với JYP/Somi, MBK/Heehyun, Doublekick/Chammi và Pledis/Eunwoo biểu diễn ca khúc Into The New World của nhóm nhạc nữ Girls' Generation. Sau màn trình diễn này Chaeyeon có thêm lượng fan nhờ vào biểu cảm "cực kì xinh đẹp" với màn ending mang vẻ ngây thơ của mình. Cư dân mạng gọi đây là màn "kết thúc thần thánh của Chaeyeon" hay "màn kết thúc lịch sử của Produce 101".
Trong tập 5, Chaeyeon được bình chọn là visual thứ 2 sau Pinky từ các thực tập sinh.
Vòng đánh giá thứ 2, Chaeyeon cùng với Pinky và Sohye thể hiện ca khúc Full Moon của Sunmi và trở nên thân thiết với Pinky. Tại màn biểu diễn này các huấn luyện viên đánh giá cao Chaeyeon nhờ khuôn mặt hút hồn và sở hữu loạt biểu cảm quyến rũ phù hợp với bài hát, xứng đáng đứng trong top visual của nhóm.

### Ra mắt cùng I.O.I
Trong tập cuối cùng của chương trình, Chaeyeon đứng ở vị trí thứ 7 và giành được cơ hội debut cùng I.O.I với tổng số phiếu bầu là 215,338.Chaeyeon chiến thắng ở vị trí thứ 7 tại đêm chung kết của Produce 101
| Lần đánh giá                          | Ca khúc                                | Xếp hạng  |
| ------------------------------------- | -------------------------------------- | --------- |
| Ca khúc debut của một số nhóm nhạc nữ | Into The New World (Girls' Generation) | 1         |
| Dance/Vocal/Rap                       | Full Moon (Sunmi)                      | 3         |
| Biểu diễn theo concept                | Yum Yum                                | 12        |
| Bài biểu diễn cuối cùng               | Crush (cùng top 22)                    | 7 (debut) |

Tháng 5 năm 2016, MBK Entertainment thông báo rằng Chaeyeon sẽ tạm rời I.O.I và quay lại với DIA để chuẩn bị cho đợt comeback của DIA vào tháng 6. Ngày 10 tháng 6, YMC Entertainment đưa ra thông báo về việc Chaeyeon sẽ không tham gia vào đợt quảng bá nhóm nhỏ của I.O.I vì bận lịch trình với DIA. Ngày 14 tháng 6 năm 2016, Chaeyeon cùng DIA cho ra mắt mini album đầu tiên của nhóm "Happy Ending" cùng với bài hát chủ đề On The Road (그 길에서).

### Ngoại hình
Trước khi ra mắt với vai trò là thành viên của I.O.I, Chaeyeon vốn là thành viên của nhóm nhạc nữ DIA. Chaeyeon ra mắt với DIA trong vai trò là gương mặt đại diện của nhóm nhờ khuôn mặt khả ái dễ thương và có chút na ná "tình đầu quốc dân" Suzy. Sau này ra mắt với I.O.I, Chaeyeon là top visual của nhóm cùng với Pinky và Doyeon. Sau khi tham gia chương trình Produce 101, Chaeyeon trở nên nổi tiếng hơn qua những đoạn fancam của mình. Trong những fancam ngoài khuôn mặt khả ái và thân hình của mình, Chaeyeon khiến các thực tập sinh phải thốt lên nhờ những biểu cảm phù hợp với mỗi bài hát mà Chaeyeon tham gia. Cư dân mạng phong tặng Chaeyeon biệt danh là "nữ thần của những màn ending" hay "nữ thần thế hệ mới". Trong chương trình, các huấn luyện viên khen ngợi về nhan sắc và thần thái của Jung Chaeyeon. Trong bảng xếp hạng top visual của chương trình, các thực tập sinh đã bầu Chaeyeon vào top 3 visual và Chaeyeon đứng thứ 2 cùng với Pinky (xếp thứ nhất) và Doyeon (xếp thứ 3).
Chaeyeon tiết lộ đã nhận được hơn 13 lời mời đóng quảng cáo, và từ chối vì vướng bận lịch trình với I.O.I và DIA. Trong vài bảng bình chọn nhan sắc, Chaeyeon đứng ở vị trí vượt qua những đàn chị và thành viên cùng nhóm Pinky.

## Video

### Âm nhạc

#### Kết hợp với I.O.I
| Năm  | Video                                               | Ghi chú                           |
| ---- | --------------------------------------------------- | --------------------------------- |
| 2016 | "Crush"                                             | MV debut của nhóm                 |
| 2016 | "Dream Girls"                                       | MV debut của nhóm                 |
| 2016 | "Oh! Éclair"                                        | —                                 |
| 2016 | "연어는 맛있다 얌얌" (Salmon Is Delicious, Yum-Yum) | —                                 |
| 2016 | "Liiv Song"                                         | —                                 |
| 2016 | "Very Very Very (너무너무너무)"                     | —                                 |
| 2017 | ''Downpour (소나기)''                               | MV cuối cùng dưới danh nghĩa nhóm |

#### Kết hợp với DIA
| Năm  | Video                                                 | Ghi chú           |
| 2015 | "Somehow (Drama ver.)"                                | MV debut của nhóm |
| 2015 | "Lean On Me (Feat. Microdot)"                         | —                 |
| 2015 | "Wanna Listen To Music (음악 들을래)"                 | —                 |
| 2015 | "내 친구의 남자친구 (My Friend's Boyfriend)"          | —                 |
| 2016 | "On The Road"                                         | —                 |
| 2016 | "Mr. Potter"                                          | —                 |
| 2016 | "The Love (#더럽)"                                    | —                 |
| 2016 | "꽃, 바람 그리고 너 (Flowers, Wind and You)"          | —                 |
| 2017 | "나랑 사귈래? (Will you go out with me?)"             | —                 |
| 2017 | "You Are My Flower (꽃,달,술)"                        | —                 |
| 2017 | "듣고싶어 (E905)"                                     | —                 |
| 2017 | "LO OK" - DIA BCHCS                                   | —                 |
| 2017 | "DARLING MY SUGAR" - DIA L.U.B                        | —                 |
| 2017 | "Seoraksan in October (시월에 설악산) - Yebin & Somyi | —                 |
| 2017 | "Good Night (굿밤)"                                   | —                 |
| 2018 | "우우 (Woo Woo)"                                      | —                 |
| 2019 | "우와 (WOOWA)"                                        | —                 |

#### Sản phẩm kết hợp khác
| Năm  | Video   | Ghi chú                          |
| ---- | ------- | -------------------------------- |
| 2015 | Pick Me | Kết hợp với thí sinh Produce 101 |

### Video âm nhạc đã xuất hiện
| Năm  | Video                        | Nghệ sĩ        | Ghi chú                                           |
| ---- | ---------------------------- | -------------- | ------------------------------------------------- |
| 2015 | "I'm Good" (혼자가 편해졌어) | ELSIE & K.Will |                                                   |
| 2016 | 울산바위                     | M&D            |                                                   |
| 2018 | Đừng xin lỗi nữa             | Erik ft. Min   | 'Lala: Love And Love Again: Hãy Để Em Yêu Anh OST |
| 2018 | ''Serenade''                 | Jeon Woosung   |                                                   |

## Bài hát khác
| Năm  | Bài hát | Album          | Nghệ sĩ                    |
| ---- | ------- | -------------- | -------------------------- |
| 2016 | Shadow  | tVN Wanted OST | Hợp tác với Yezi (Fiestar) |

## Truyền hình

### Chương trìnhtruyền hình thực tế
| Năm  | Tên         | Kênh truyền hình | Ghi chú                                                                                    |
| ---- | ----------- | ---------------- | ------------------------------------------------------------------------------------------ |
| 2016 | PRODUCE 101 | Mnet             | Lọt vào top 11 và trở thành thành viên của I.O.I Show gồm 11 tập chính và 1 tập hậu trường |

### Chương trình truyền hình
| Năm  | Tên                                                                   | Kênh truyền hình | Ghi chú |
| ---- | --------------------------------------------------------------------- | ---------------- | --- |
| 2015 | Show Me The Money 3                                                   | Mnet             | Cùng với Heehyun |
| 2015 | 100 People, 100 Song                                                  | JTBC             | Cùng với DIA |
| 2015 | After School Club                                                     | Arirang TV       | Cùng với DIA |
| 2015 | Hidden Singer                                                         | JTBC             | Cùng với Seunghee và Yebin |
| 2015 | Sugar Man                                                             | JTBC             | Cùng với Eunji và Yebin |
| 2015 | Escape Crisis 1                                                       | KBS2             | Cùng với DIA |
| 2016 | Produce 101                                                           | Mnet             | Cùng với Heehyun và Dani |
| 2016 | Weekly Idol                                                           | MBC every1       | Cùng với DIA tập 255 và 273 |
| 2016 | Talents For Sale (어서옵SHOW)                                         | KBS2, V app      | Khách mời đặc biệt cùng với I.O.I, biểu diễn bài "PICK ME", podcast trên V app ngày 24/4, phát sóng trên kênh KBS2 tập 1 ngày 6/5 Khách mời cùng với bố mẹ ngày 8/6 trên V app, phát sóng tập 8 ngày 24/6 trên kênh KBS2 |
| 2016 | Two Yoo Project — Sugarman                                            | JTBC             | Khách mời tập 28 ngày 26/4 cùng với I.O.I Khách mời tập 37 ngày 28/6 |
| 2016 | 아는 형님 (Knowing Bros)                                              | JTBC             | Host chính tập 23 ngày 7/5 cùng với I.O.I |
| 2016 | Battle Trip                                                           | KBS2             | Khách mời tập 4 ngày 7/5 cùng với I.O.I |
| 2016 | SNL Korea Season 7                                                    | tvN              | Host chính tập 150 ngày 7/5 cùng với I.O.I Khách mời ngày 18/6 |
| 2016 | 생방송 아침이 좋다 (Good Morning)                                     | KBS2             | Khách mời tập 14 ngày 12/5 cùng với I.O.I |
| 2016 | 언니들의 슬램덩크 (Sisters' Slam Dunk)                                | KBS2             | Khách mời tập 6 ngày 13/5 cùng với I.O.I |
| 2016 | Music Video Bank Stardust Season 2                                    | KBS2             | Khách mời tập 45 ngày 17/5 cùng với I.O.I Khách mời tập 51 ngày 28/6 cùng với DIA |
| 2016 | 님과 함께 시즌2 — 최고의 사랑 (With You Season 2 — The Greatest Love) | JTBC             | Khách mời tập 55 ngày 17/5 và tập 56 ngày 24/5 cùng với I.O.I |
| 2016 | Taxi                                                                  | tvN              | Khách mời cùng với I.O.I 2 tập đặc biệt 429 ngày 24/5 và 430 ngày 31/5, tổ chức guerilla concert tại sân khấu nổi Floating Stage ở Yeouido, Seoul                                                                        |
| 2016 | Immortal Song 2                                                       | KBS2             | Khách mời tập 255 [홍서범 (Hong Seo-beom) Special] ngày 11/6 cùng với I.O.I |
| 2016 | 동상이몽, 괜찮아 괜찮아 (Same Bed, Different Dreams)                  | SBS              | Khách mời tập 57 ngày 13/6, tập 58 ngày 20/6, và tập 59 ngày 27/6 |
| 2016 | Happy Together 3                                                      | KBS2             | Khách mời tập 453 ngày 16/6 cùng với Nayoung và Yoojung (I.O.I) |
| 2016 | Vitamin                                                               | KBS2             | Khách mời tập 634 ngày 23/6 cùng với Heehyun và Yebin (DIA) |
| 2016 | GIBUTIQUE                                                             | OnStyle, V app   | Khách mời cùng với DIA, podcast trên V app ngày 29/6, phát sóng trên kênh OnStyle tập 15 ngày 30/6 |
| 2016 | Go go Paik (먹고자고먹고)                                             | tvN              | Khách mời cùng với Onew (Shinee) |
| 2017 | Follow me 8                                                           | FashionN         | 1 trong 4 MC của chương trình |
| 2017 | Dr. House                                                             | KBS Joy          | Cùng với DIA tập 7 |
| 2017 | DIA's YOLO Trip                                                       | Olive TV, V App  | Cùng với DIA, bao gồm 4 tập |
| 2017 | LifeBar                                                               | tvN              | Khách mời tập 13 và 14 |
| 2018 | Inkigayo                                                              | SBS              | Mc chính thức của chương trình cùng Mingyu và Song Kang từ ngày 18/2/2018-3/2/2019 |

### Phim ảnh
| Năm  | Tên                             | Kênh truyền hình      | Vai diễn      | Ghi chú                                   |
| ---- | ------------------------------- | --------------------- | ------------- | ----------------------------------------- |
| 2015 | 달콤한 유혹 (Sweet Temptation)  | SBS MTV, Naver tvcast | Cameo         | Web Drama của T-ARA                       |
| 2016 | Drinking Solo                   | tvN                   | Jung Chaeyeon | Vai phụ                                   |
| 2016 | Happy Ending                    | Naver tvcast          | Jung Chaeyeon | Cùng với các thành viên khác của DIA      |
| 2017 | Webdrama (109 strange things)   | Naver tvcast          | Shin Ki Won   | Vai chính                                 |
| 2017 | Webdrama (Love Again)           | Naver tvcast          |               | Vai chính                                 |
| 2017 | Webdrama (Yes I Am)             | Naver tvcast          |               | Vai chính                                 |
| 2017 | Reunited Worlds                 | SBS                   |               | Vai phụ (Lúc còn trẻ của Diễn viên chính) |
| 2018 | To.Jenny                        | KBS                   |               | Vai chính                                 |
| 2019 | Because it's my first love      | Netflix               |               | Vai chính cùng bạn diễn nam Kim Jisoo     |
| 2021 | Luyến mộ (The King's Affection) | KBS2                  | Noh Ha-kyung  | Vai chính                                 |
| 2022 | Thìa Vàng (The Golden Spoon)    | MBC TV                | Na Ju-hui     | Vai chính                                 |